# جان تايلاندير
جان تايلاندير (بالفرنسية: Jean Taillandier)‏، من مواليد 22 يناير 1938، لاعب كرة قدم فرنسي سابق.
لعب مع منتخب فرنسا لكرة القدم وشارك معهم في ثلاثة مباريات.

## روابط خارجية
- جان تايلاندير على موقع قاعدة بيانات كرة القدم.إي يو (الإنجليزية)
- جان تايلاندير على موقع ناشيونال فوتبول تيمز (الإنجليزية)
- جان تايلاندير على موقع عالم كرة القدم.نت (الإنجليزية)